# غيرترود فاركهارسون بويل كانو
غيرترود فاركهارسون بويل كانو (بالإنجليزية: Gertrude Farquharson Boyle Kanno)‏ هي نحّاتة أمريكية، ولدت في 26 يناير 1878 في سان فرانسيسكو في الولايات المتحدة، وتوفيت في 14 أغسطس 1937.